# Edgar P. Jacobs
Edgard Félix Pierre Jacobs, ou Edgar P. Jacobs, como assina, (Bruxelas, 30 de Março de 1904 - 20 de Fevereiro de 1987), foi um desenhador belga, de banda desenhada. Foi um dos fundadores da banda desenhada europeia (mais precisamente da parte franco-belga), colaborando com Hergé, e criando a série de livros que o tornou famoso, Blake & Mortimer.
O estilo de Jacobs varia muito de um álbum para outro. No entanto, existem muitos tópicos comuns, como o tema da descendência subterrânea e o consistente estilo de desenho linha clara.

## Biografia

### Início
Jacobs nasceu em Bruxelas, em 1904, e terá começado a desenhar desde muito pequeno. No entanto, a sua verdadeira paixão eram as artes dramáticas, e a ópera em particular. Em 1919, acabou os seus estudos na escola comercial, por vontade dos seus pais. Paralelamente, continuou a desenhar, e a dedicar-se à música e ao teatro. Trabalhou como decorador, pintor e apoio a cenografia. Em 1929, recebeu a medalha de excelência em canto clássico, atribuída pelo governo belga. No entanto, os tempos que se seguiram foram de crise financeira na comunidade artística belga.
Após uma carreira secundária de cantor barítono, entre 1919 e 1940, com alguns trabalhos de desenho pelo meio, Jacobs decide seguir a carreira de desenhador, elaborando ilustrações, e colaborando na revista Bravo, até 1946. Esta revista foi um sucesso, chegando às 300.000 cópias, em cada edição.

### 2ª Guerra Mundial
Durante a 2ª Guerra Mundial, a banda desenhada Flash Gordon foi proibida na Bélgica, pelas tropas alemãs, ficando as suas histórias suspensas. Jacobs é convidado a terminar as histórias, mas as forças de ocupação alemãs censuraram o seu trabalho, pouco tempo depois. No seguimento desta proíbição, Jacobs publica o seu primeiro trabalho, O Raio U, na revista Bravo, semelhante às aventuras de Flash Gordon.
Por esta altura, Jacobs encontra-se a pintar os cenários para uma adaptação teatral de Os Charutos do Faraó, de Hergé. Apesar do modesto sucesso da peça, Jacobs conhece Hergé, e tornam-se amigos. Jacobs é convidado para melhorar alguns livros das Aventuras de Tintim como Tintim na África, Tintim na América, O Ceptro de Ottokar ou o O Lóto Azul.
Após esta colaboração inicial, continuou a trabalhar nas histórias de Tintim, tanto no desenho, como no próprio argumento, de O Segredo do Licorne, O Tesouro de Rackham o Terrível, As Sete Bolas de Cristal e O Templo do Sol.
O gosto de Jacobs por ópera, levou-o a convidar Hergé a assistir a vários concertos. Daqui terá surgido a ideia de criar a personagem Bianca Castafiore, das histórias de Tintim. Como agradecimento, Hergé dará o nome de Jacobini, a uma das personagens de O Caso Girassol, que surge ao lado de Castafiore na ópera de Gounod, Fausto, e a um egiptólogo, no livro Os Charutos do Faraó.

### O Pós-guerra
Em 1946, fez parte do grupo fundador da revista Le Journal de Tintim, onde foi publicado o seu trabalho O Segredo do Espadão, em 26 de Setembro, a primeira aventura de Blake & Mortimer.
No ano seguinte, Jacobs sugere a Hergé ter parte dos direitos nas Aventuras de Tintim, mas este recusa, e a sua amizade é posta em causa. Mesmo assim, Hergé continua seu amigo, e os seus trabalhos continuam a ser incluídos na revista Tintim.
Em 1950, Jacobs publica O Mistério da Grande Pirâmide, e outras obras se seguirão.

### De 1970 à actualidade
Em 1970, Jacobs publica o primeiro volume de As 3 Fórmulas do Professor Sato, com a acção passada no Japão.
Em 1973, faz uma nova versão de O Raio U, e escreve a sua autobiografia com o título Un opéra de papier: As memórias de Blake & Mortimer. Segue-se o segundo volume de As 3 Fórmulas do Professor Sato, mas Jacobs morre durante a sua elaboração. Bob de Moor é escolhido para finalizar este trabalho, publicado em 1990.
Em homenagem a Edgar P. Jacobs, foram construídas duas estátuas, uma no Bois des Pauvres, perto de Bruxelas, onde Jacobs tinha uma casa, e outra no seu túmulo, no cemitério de Lasne, também nas imediações da capital belga. Esta última lembra Philip Mortimer, um dos seus personagens.
Em 1971, Jacobs recebeu o Grand Prix Saint-Michel, prémio atribuído pela cidade de Bruxelas, pelo seu trabalho na banda desenhada.
Encontra-se colaboração da sua autoria na revista de banda desenhada Foguetão  (1961), dirigida por Adolfo Simões Müller.